# Suzzara
Suzzara – miejscowość i gmina we Włoszech, w regionie Lombardia, w prowincji Mantua.
Według danych na rok 2004 gminę zamieszkiwały 17 544 osoby, 292,4 os./km².